# Христо Бояджиев (офицер)
Вижте пояснителната страница за други личности с името Христо Бояджиев.
Христо Стефанов Бояджиев е български офицер, генерал-майор от пехотата, участник в Сръбско-българската (1885), Балканската (1912 – 1913) и Междусъюзническата война (1913), командир на 12–и пехотен балкански полк (1915 – 1916), на 3–а бригада от 7–а пехотна рилска дивизия (1917 – 1918) и на 3–а бригада от 4–а пехотна преславска дивизия (юни 1918) през Първата световна война (1915 – 1918).

## Биография
Христо Бояджиев е роден на 20 декември 1865 г. Търново. На 20 септември 1883 г. постъпва на военна служба, през 1886 г. завършва Военното на Негово Княжеско Височество училище и на 14 февруари е произведен в чин подпоручик и зачислен в пехотата. Като юнкер взема участие в Сръбско-българската война (1885). От 7 юни 1888 е поручик, а от 1892 – капитан. Служи като ротен командир в 10-и резервен полк. През 1904 г. е произведен в чин майор. Като майор изпълнява длъжността началник на 20–о полково военно окръжие. На 15 октомври 1908 г. е произведен в чин подполковник, а през 1909 г. е началник на 20–о полково военно окръжие, през която година е награден с Кръст за независимостта на България 1908.
Подполковник Бояджиев взема участие в Балканската (1912 – 1913) и Междусъюзническата война (1913). На 27 септември 1913 поема командването на 12–и пехотен балкански полк, като на 1 ноември 1913 е произведен в чин полковник. По време на Първата световна война (1915 – 1918) първоначално командва поверения му 12–и пехотен балкански полк, на 6 май 1916 поема командването на 3–а бригада от 7–а пехотна рилска дивизия, а през юни 1918 е назначен за командир на 3–а бригада от 4–а пехотна преславска дивизия. По-късно командва 2-ра бригада от 5-а пехотна дунавска дивизия и 2-ра бригада от 8-а пехотна тунджанска дивизия.
През 1917 г. „за бойни отличия през войната“ съгласно заповед № 679 по Действащата армия е предложен за награждаване с Военен орден „За храброст“]] III степен 2 клас, но е награден с Военен орден „За храброст“ IV степен 1 клас., през 1921 г. съгласно заповед № 355 по Министерството на войната е награден с Военен орден „За храброст“ III степен 2 клас.
През 1919 г. полковник Христо Бояджиев е уволнен от служба. На 31 декември 1935 г. е произведен в чин генерал-майор. До смъртта си през октомври 1939 г. живее в родния си град на ул. „Христо Караминков“.

## Семейство
Христо Бояджиев е жене и има 5 деца. Негов син е генерал-майор Стефан Бояджиев.

## Военни звания
- Подпоручик (14 февруари 1886)
- Поручик (7 юни 1888)
- Капитан (1892)
- Майор (1904)
- Подполковник (15 октомври 1908)
- Полковник (1 ноември 1913)
- Генерал-майор (31 декември 1935)

## Награди
- Кръст за независимостта на България 1908 (1909)
- Военен орден „За храброст“ IV степен 2 клас
- Военен орден „За храброст“ IV степен 1 клас (1917)
- Военен орден „За храброст“ III степен 2 клас (1921)
- Орден Св. Александър V степен на обикновена лента
- Народен орден „За военна заслуга“ V степен на обикновена лента
- Орден За заслуга на обикновена лента